# Chaetodon baronessa
Chaetodon baronessa es una especie de pez mariposa marino del género Chaetodon, familia Chaetodontidae.
Su nombre común en inglés es Eastern triangular butterflyfish, o pez mariposa triangular del este. La especie cuenta con una amplia distribución y gran población en el Indo.Pacífico.

## Morfología
Posee la morfología típica de su familia, cuerpo ovalado y comprimido lateralmente. Al igual que las otras especies con las que comparte el género, destaca en coloración. Tiene un patrón en chevron de estrechas líneas paralelas diagonales, alternando el crema-amarillento con el gris-marrón a púrpura, entrecruzadas a lo largo del cuerpo. Su cabeza es lisa, con tres franjas negras verticales, una de las cuales atraviesa el ojo, y una boca estrecha y puntiaguda, resultado de la especialización condicionada por su alimentación principal: los pólipos coralinos de especies de Acropora. Las aletas dorsal y anal, así como la aleta caudal, están ribeteadas de amarillo. Las aletas pectorales son transparentes y las pélvicas son amarillas. 
Tiene 11 o 12 espinas dorsales, entre 23 y 26 radios blandos dorsales, 3 espinas anales, y entre 20 y 22 radios blandos anales.
Alcanza hasta 16 cm de longitud.

## Alimentación
Es coralívoro obligado, y se alimenta predominantemente de los pólipos de corales del género Acropora.

## Reproducción
Son dioicos, o de sexos separados, ovíparos, y de fertilización externa. El desove sucede antes del anochecer. Forman parejas monógamas durante el ciclo reproductivo, pero no protegen sus huevos y crías después del desove.

## Hábitat
Especie no migratoria. Es un pez costero, y asociado a los arrecifes. Ocurre, tanto en lagunas, como en aguas claras de arrecifes de barrera, canales exteriores o arrecifes interiores. Es territorial y repele inmediatamente a otros peces mariposa que invadan sus reservas de alimento. Habita tanto áreas con corales Acropora, su fuente de alimento, como en otras sin estos corales. Principalmente ocurre en parejas.
Su rango de profundidad está entre 5 y 20 metros, aunque se han reportado localizaciones entre 1,75 y 27 m. Y el rango de temperatura se sitúa entre  24.09 y 29.21 °C.

## Distribución geográfica
Ampliamente distribuido y común en los océanos Índico y Pacífico, desde la isla Christmas en el Índico, hasta las islas Fiyi en el Pacífico.
Es especie nativa de Australia; isla Christmas; Filipinas; Fiyi; Indonesia; Japón; Malasia; Micronesia; Nueva Caledonia; Palaos; Papúa Nueva Guinea; islas Salomón; Singapur; Tailandia; Taiwán; Tonga; Vanuatu; Vietnam y Wallis y Futuna.

## Galería

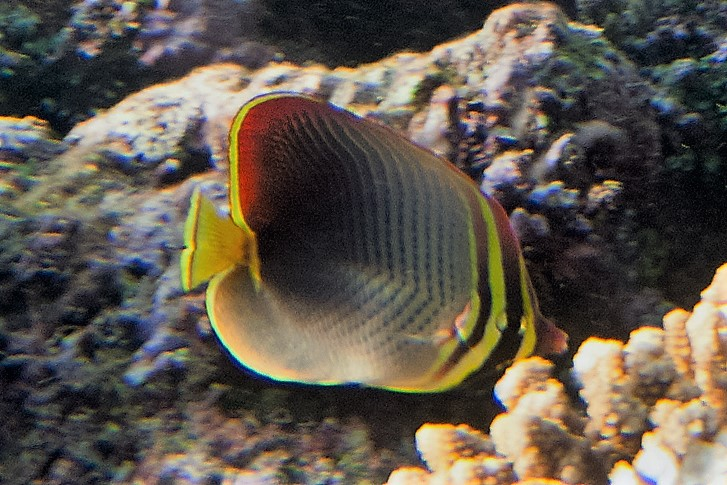
Ejemplar en Levuka, Fiyi
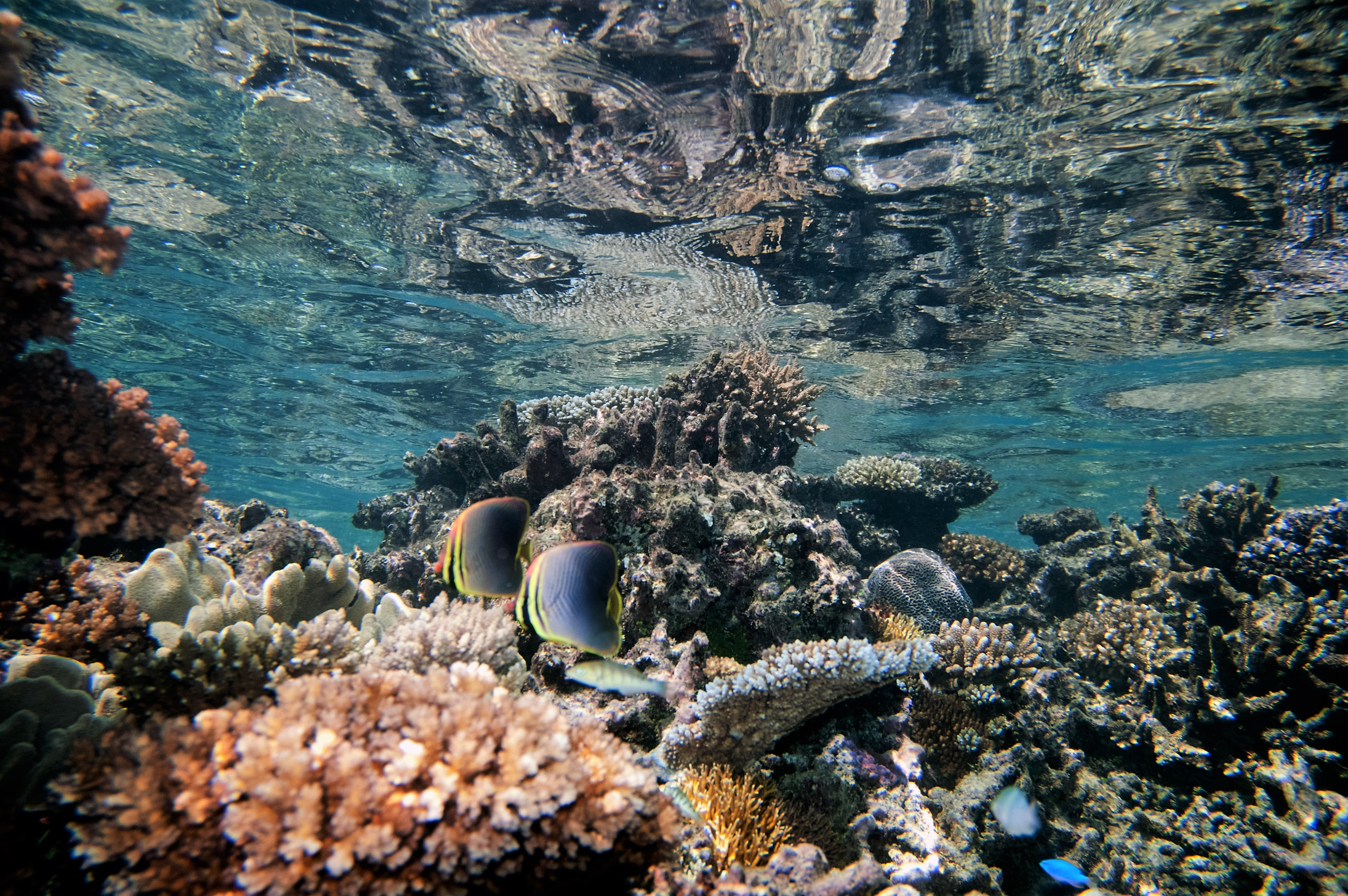
Pareja en un arrecife superficial en Wakaya, Fiyi
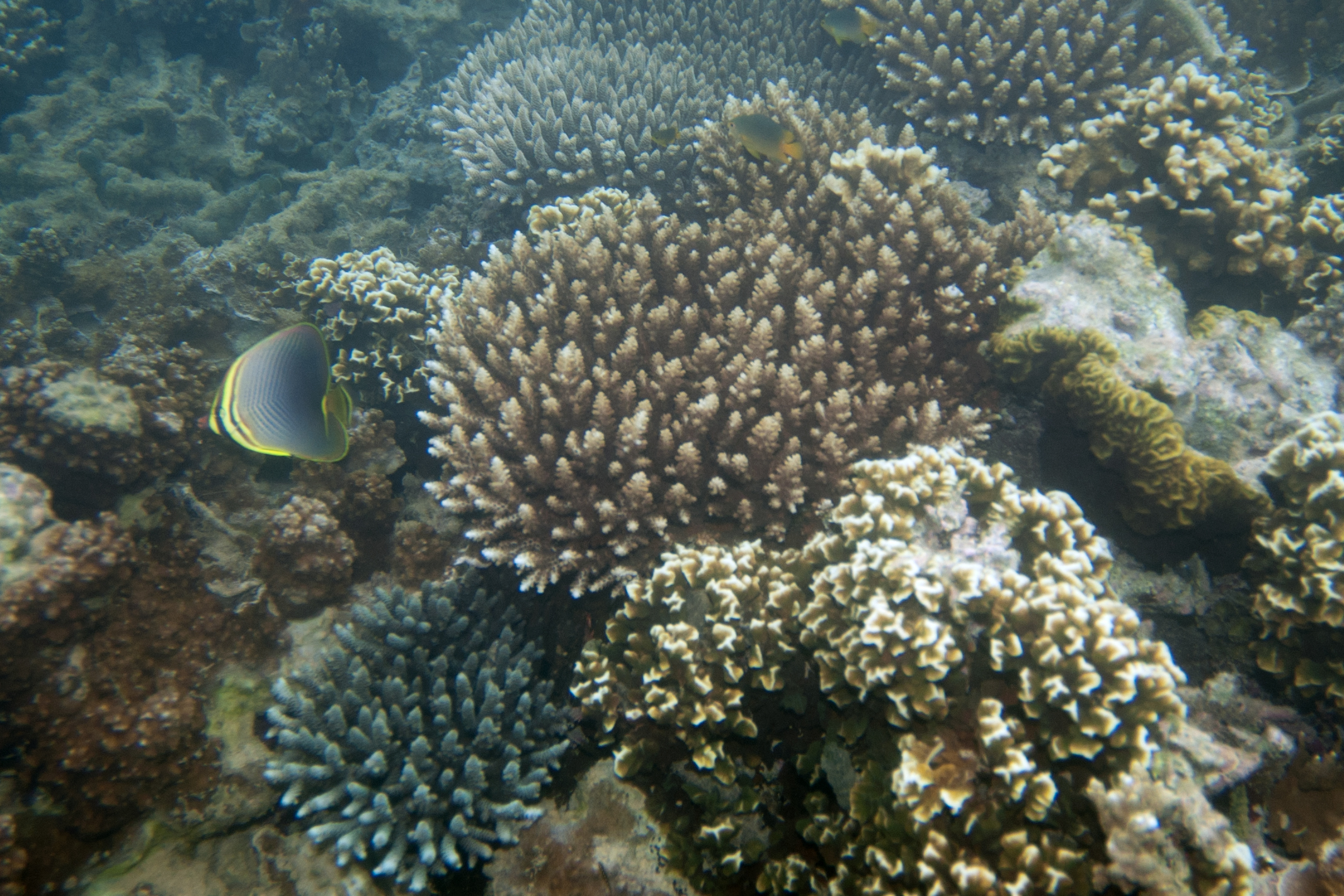
En su hábitat frecuente rico en Acropora
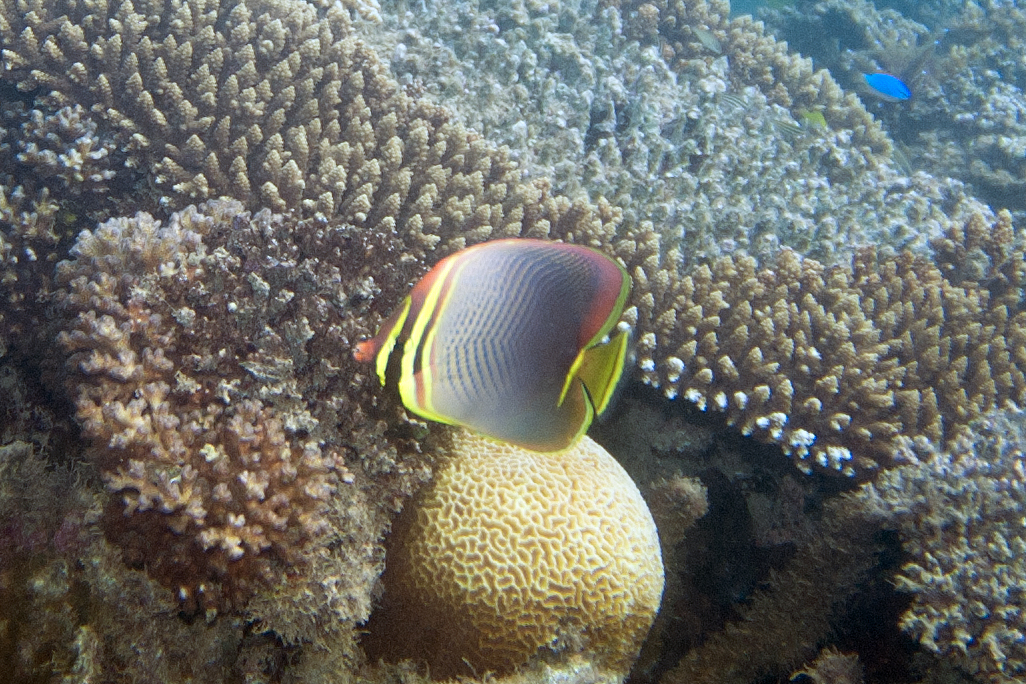
Cerca de coral Acropora en Wakaya
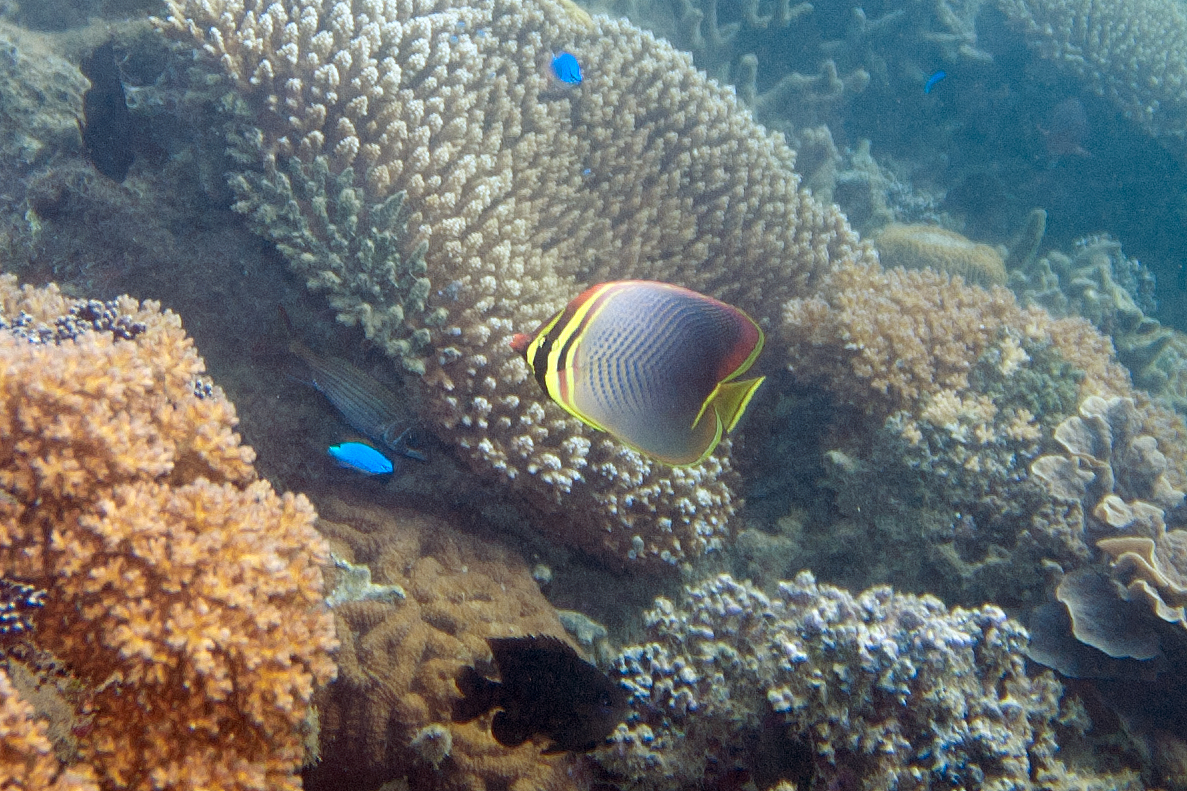
En Wakaya
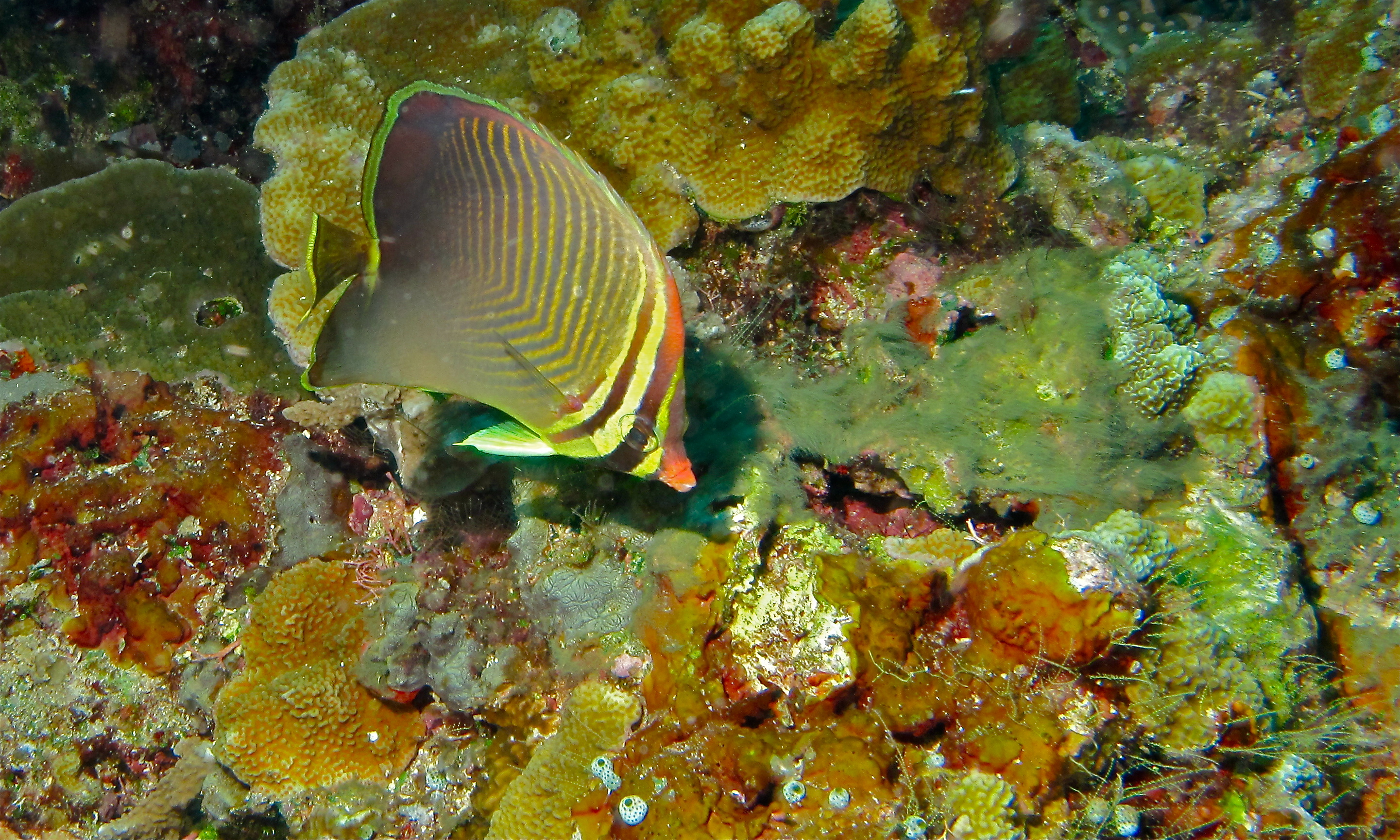
En isla Bunaken, Indonesia